# Округ Кауита (Џорџија)
Кауита (енгл. Coweta County) је округ у америчкој савезној држави Џорџија.

## Демографија
По попису из 2010. године број становника је 127.317, што је 38.102 (42,7%) становника више него 2000. године.
| Група             | 2000.          | 2010.          |
| Белци             | 68.867 (77,2%) | 92.604 (72,7%) |
| Афроамериканци    | 16.032 (18,0%) | 22.029 (17,3%) |
| Азијати           | 610 (0,7%)     | 1.934 (1,5%)   |
| Хиспаноамериканци | 2.797 (3,1%)   | 8.493 (6,7%)   |
| Укупно            | 89.215         | 127.317        |